# 山内四郎
山内 四郎（やまのうち しろう、1872年4月12日〈明治5年3月5日〉 - 1923年〈大正12年〉11月10日）は、日本の海軍軍人。最終階級は海軍中将。

## 経歴
福岡県出身。1894年（明治27年）11月、海軍兵学校（21期）を卒業し、少尉候補生として「八重山」に乗り組み日清戦争に従軍。1895年（明治28年）12月に海軍少尉任官。水雷術練習所で学んだ。
1898年（明治31年）9月、「常磐」回航委員としてイギリスに出張。1899年（明治32年）9月、「常磐」分隊長となり、「夕霧」乗組、佐世保水雷団第1水雷艇隊艇長、同団第2水雷艇隊艇長、海兵水雷術教官兼監事、兼「筑波」分隊長などを歴任。1903年（明治36年）11月、「松島」水雷長に就任し日露戦争に出征。「曙」艦長として日本海海戦に参加。1905年（明治38年）8月、海軍少佐に昇進。
1906年（明治39年）1月、南清艦隊参謀に就任し、馬公要港部副官兼参謀、海兵副官、「須磨」副長を経て、1910年（明治43年）3月、海軍中佐に進級し第1艦隊副官となる。1911年（明治44年）1月、海軍教育本部員に異動し、兼横須賀鎮守府付を歴任。「若宮丸」乗組となり、青島の戦いに参加した。山内は「若宮丸」に搭載された水上機部隊の責任者であり、金子養三、和田秀穂らを従え日本で最初の航空作戦を指揮したのである。1914年（大正3年）12月、海軍大佐に昇進し横須賀鎮守府付となる。
1915年（大正4年）6月、「若宮」（「若宮丸」から改名）艦長となり、横須賀鎮守府付・欧米各国出張、横須賀海軍航空隊司令、軍令部出仕、海軍技術本部第6部長兼航空機試験所長などを歴任し、1919年（大正8年）12月、海軍少将に進級し二度目の横須賀航空隊司令に就任。1920年（大正9年）11月、艦政本部第6部長に発令され、同第2部長、馬公要港部司令官を歴任し、1923年（大正12年）11月6日、待命となる。同月10日に死去し、海軍中将に進んだ。

## 栄典
位階
- 1896年（明治29年）2月10日 - 正八位[1]
- 1898年（明治31年）3月8日 - 従七位[2]
- 1899年（明治32年）10月31日 - 正七位[3]
- 1904年（明治37年）11月11日 - 従六位[4]
- 1909年（明治42年）12月20日 - 正六位[5]
- 1915年（大正4年）2月10日 - 従五位[6]
- 1920年（大正9年）1月20日 - 正五位[7]
- 1923年（大正12年）11月10日 - 従四位・正四位[8]

勲章
- 1895年（明治28年）11月18日 - 勲六等瑞宝章[9]・明治二十七八年従軍記章[10]
- 1901年（明治34年）12月28日 - 勲五等瑞宝章[11]
- 1906年（明治39年）4月1日 - 功五級金鵄勲章・勲四等旭日小綬章・明治三十七八年従軍記章[12]
- 1914年（大正3年）5月16日 - 勲三等瑞宝章[13]
- 1915年（大正4年）11月7日 - 旭日中綬章・大正三四年従軍記章[14]
- 1921年（大正10年）7月1日 - 第一回国勢調査記念章[15]
- 1923年（大正12年）11月10日 - 旭日重光章[16]